# 笠間郵便局
笠間郵便局（かさまゆうびんきょく）
- 茨城県笠間市にある郵便局。本記事にて記述する。

笠間簡易郵便局（かさまかんいゆうびんきょく）
- 奈良県宇陀市にある簡易郵便局。局番号は45702。

笠間郵便局（かさまゆうびんきょく）は茨城県笠間市にある郵便局。民営化前の分類では集配普通郵便局であった。

## 概要
住所：〒309-1699 茨城県笠間市笠間1593-11

## 沿革
- 1872年（明治5年）旧7月 - 笠間郵便取扱所として開設[1]。
- 1873年（明治6年） - 笠間郵便役所となる。
- 1874年（明治7年） - 笠間上市毛（かさまかみいちげ）郵便役所に改称。
- 1875年（明治8年）1月1日 - 笠間上市毛郵便局（四等）となる。同年、為替取扱を開始。上市毛郵便局に改称。
- 1878年（明治11年） - 貯金取扱を開始。同年、笠間郵便局に改称。
- 1899年（明治32年）12月1日 - 笠間郵便電信局となる。
- 1903年（明治36年）4月1日 - 通信官署官制の施行に伴い笠間郵便局となる。
- 1953年（昭和28年）9月 - 局舎新築落成。
- 1953年（昭和28年）10月1日 - 電気通信業務の取扱を笠間電報電話局に移管[2]。
- 1956年（昭和31年）9月1日 - 電話通話事務の取扱を開始。
- 1956年（昭和31年）11月1日 - 和文電報受付事務の取扱を開始
- 1957年（昭和32年）11月16日 - 特定郵便局から普通郵便局に局種別改定。
- 1968年（昭和43年）12月2日 - 笠間市下市毛から同市笠間に移転。
- 1993年（平成5年）3月22日 - 福原郵便局から集配業務の一部[3]を移管。
- 2000年（平成12年）8月14日 - 外国通貨の両替および旅行小切手の売買に関する業務取扱を開始。
- 2007年（平成19年）10月1日 - 民営化に伴い、併設された郵便事業笠間支店に一部業務を移管。
- 2012年（平成24年）10月1日 - 日本郵便株式会社発足に伴い、郵便事業笠間支店を笠間郵便局に統合。

## 取扱内容
- 郵便、印紙、ゆうパック、内容証明
- 貯金、為替、振替、振込、国際送金、国債、投資信託
- 生命保険、バイク自賠責保険、自動車保険
- ゆうちょ銀行ATM
- 笠間市内の一部地域の集配業務
- ゆうゆう窓口

## 風景印
- 形は笠間焼の壷形の変形印である。
- 図案は『笠間稲荷本殿』・『菊』・『佐白山』
- 使用開始日は1989年（平成元年）10月2日

### 過去の風景印
- 1951年（昭和26年）10月20日 - 1967年（昭和42年）9月9日
  - 図案は『笠間稲荷本殿』・『菊』・『佐白山』
- 1967年（昭和42年）9月10日 - 1989年（平成元年）10月1日
  - 図案は『笠間稲荷本殿』・『菊』・『佐白山』

## 周辺
- 茨城県立笠間高等学校
- 笠間市民体育館
- 笠間稲荷神社
- 国道355号
- 涸沼川

## アクセス
- JR水戸線 笠間駅から徒歩約13分
- 茨城交通バス 行幸町停留所もしくは東電前停留所下車
- 北関東自動車道 友部ICから北西へ約6km、笠間西ICから北東へ約8.5km
- 駐車場あり：13台